# Ypthima granulosa
Ypthima granulosa is een vlinder uit de onderfamilie Satyrinae van de familie Nymphalidae. De wetenschappelijke naam van de soort is voor het eerst geldig gepubliceerd in 1883 door Arthur Gardiner Butler.